# 2016-os MTV Video Music Awards
A 2016-os MTV Video Music Awards díjátadóját 2016 augusztus 28-án tartották meg New York-ban, a Madison Square Garden-ben. Adele "Hello" videóklipje kapta a legtöbb jelölést, összesen 7-et. Beyoncé összesen 11 jelölést kapott. Rihanna összesen négyszer lépett fel a gálán, ő kapta meg a Michael Jackson Video Vanguard-díjat. Britney Spears 9 év után ismét fellépett a gála színpadán. Beyoncé 8 díjat nyert az este alatt, így összesen 24 VMA-díja van összesen, ezzel megelőzte Madonnát, akinek 20 volt.

## Előadások
| Előadó(k)                 | Dal(ok)                                                                                 |           |
| Elő műsor                 | Elő műsor                                                                               | Elő műsor |
| ------------------------- | --------------------------------------------------------------------------------------- | --------- |
| Alessia Cara Troye Sivan  | "Wild Things" "Wild" "Scars to Your Beautiful"                                          |           |
| Jidenna                   | "Little Bit More"                                                                       |           |
| Lukas Graham              | "Mama Said"                                                                             |           |
| Fő műsor                  |                                                                                         |           |
| Rihanna                   | "Don't Stop the Music" "Only Girl (In the World)" "We Found Love" "Where Have You Been" |           |
| Ariana Grande Nicki Minaj | "Side to Side"                                                                          |           |
| Future                    | "Fuck Up Some Commas"                                                                   |           |
| Rihanna                   | "Rude Boy" "What's My Name?" "Work"                                                     |           |
| Nick Jonas Ty Dolla $ign  | "Bacon"                                                                                 |           |
| Beyoncé                   | "Pray You Catch Me" "Hold Up" "Sorry" "Don't Hurt Yourself" "Formation"                 |           |
| Britney Spears G-Eazy     | "Make Me..." "Me, Myself & I"                                                           |           |
| Rihanna                   | "Needed Me" "Pour It Up" "Bitch Better Have My Money"                                   |           |
| The Chainsmokers Halsey   | "Closer"                                                                                |           |
| Rihanna                   | "Stay" "Diamonds" "Love on the Brain"                                                   |           |